# (336108) Luberon
(336108) Luberon est un astéroïde de la ceinture principale.

## Description
(336108) Luberon est un astéroïde de la ceinture principale. Il fut découvert le 2 mai 2008 à Vicques (Jura) par Michel Ory. Il présente une orbite caractérisée par un demi-grand axe de 2,35 UA, une excentricité de 0,18 et une inclinaison de 2,0° par rapport à l'écliptique.

## Compléments